# Narathura grahami
Narathura grahami är en fjärilsart som beskrevs av Corbet 1941. Narathura grahami ingår i släktet Narathura och familjen juvelvingar. Inga underarter finns listade i Catalogue of Life.